# 走行会
走行会（そうこうかい）とは、サーキット走行会の一般的な呼び名。その多くはカー用品販売店や自動車ディーラー、カークラブなどがサーキットに料金を支払い主催し、参加者を有料または無料で募集し行われる。
モータースポーツにおけるレースに参加するためには、サーキットライセンスやJAFのライセンスが必要となったり、レギュレーションを満たすための車両の改造が必要だが、走行会ではそのほとんどが不要。主催側からの最低限の条件を満たしていれば、ナンバー付き一般車両で参加できる。